# Boișoara
Boișoara est une commune du județ de Vâlcea en Roumanie.

## Démographie
Lors du recensement de 2011, 96,34 % de la population se déclarent roumains (3,65 % ne déclarent pas d'appartenance ethnique).

## Politique
| Parti | Parti                            | Sièges |
| ----- | -------------------------------- | ------ |
|       | Parti national libéral (PNL)     | 4      |
|       | Parti du pouvoir humaniste (PPU) | 4      |
|       | Parti social-démocrate (PSD)     | 9      |